# John Manners, 9.º Duque de Rutland
O capitão John Henry Montagu Manners, 9.º Duque de Rutland (21 de agosto de 1886 - 22 de abril de 1940), designado Marquês de Granby de 1906 a 1925, foi um pariato inglês e especialista em arte medieval.

## Infância e educação
John era o filho mais novo de Henry Manners, 8.º Duque de Rutland e da sua mulher Violet. A sua mãe era filha do coronel Charles Lindsay, terceiro filho do 25.º Conde de Crawford. O seu irmão mais velho, Robert, Lord Haddon, morreu em 1894, com 9 anos de idade. A sua irmã Diana Manners era uma das principais figuras da “Corrupt Coterie”. Rutland foi educado no Colégio de Eton e no Trinity College, em Cambridge. Entrou para o Serviço Diplomático como Adido Honorário e foi colocado na Embaixada Britânica em Roma em 1909.

## Carreira militar
Foi comissionado no 4.º Batalhão do Regimento de Leicestershire (do qual o seu pai era coronel honorário) como segundo tenente em 1910. Demitiu-se em julho de 1914, mas retirou a sua demissão com o início da Primeira Guerra Mundial e foi promovido a tenente. Foi destacado como ajudante de campo em março de 1916 para o general Edward Montagu-Stuart-Wortley e alcançou o posto de capitão no final da guerra.
Foi enviado para a Frente Ocidental em fevereiro de 1915, mas foi recentemente revelado que não viu a batalha, e em vez disso foi colocado na sede regional em Goldfish Chateau: 
"Apesar de liderar o desfile do Dia da Memória por Rutland ano após ano e presidir à cerimónia, o seu suposto serviço militar foi uma farsa – mas não uma inicialmente da sua autoria. A sua mãe, Violet Manners, a 8ª Duquesa de Rutland, usou os seus consideráveis poderes de persuasão e posição para conspirar com Lord Kitchener e Sir John French, o Comandante-Chefe da Frente Ocidental, para manter o seu filho afastado dos combates. Eventualmente, ela aldrabou uma série de exames médicos e destruiu qualquer esperança que John tinha de lutar nas trincheiras em Ypres com o seu regimento – o 4º Batalhão de Leicestershire (os Tigres)."
John, no entanto, não estava isento de culpa. A autora Catherine Bailey, que escreveu o livro "The Secret Rooms" sobre o duque, afirmou que Rutland "para começar, fez tudo o que pôde para lutar com os homens do quarto Leicesters. Mas foi a intromissão e o constante enfraquecimento da sua mãe que finalmente o fizeram regressar a casa". Há provas, no entanto, de que, depois de John ter conhecido a sua futura esposa, se tornou cúmplice da conspiração da mãe para o afastar das funções da linha da frente e, assim, passou o resto da sua vida envergonhado e os seus últimos anos trancado a tentar destruir quaisquer documentos que pudessem revelar a sua conduta vergonhosa durante a guerra."

## Casamento e descendência
A 27 de janeiro de 1916, casou com Kathleen Tennant (1895–1989), que conhecia do círculo da sua mãe, "The Souls". Era neta de Sir Charles Tennant, 1º Baronete. Tiveram cinco filhos:
- Ursula Isabel Manners (8 de novembro de 1916 – 2 de novembro de 2017), casou em primeiras núpcias com o Tenente-Comandante Anthony Freire Marreco. Casou em segundas núpcias com Robert Erland Nicolai d'Abo e teve filhos;
- Isabel Violet Kathleen Manners (5 de janeiro de 1918 – 21 de dezembro de 2008). Casou primeiramente com o capitão do grupo Thomas "Loel" Guinness (filho de Benjamin Seymour Guinness) e teve filhos, entre os quais Lindy Hamilton-Temple-Blackwood, Marquesa de Dufferin e Ava. Casou em segundas núpcias com Sir Robert Throckmorton, 11º Baronete;
- Charles John Robert Manners, 10.º Duque de Rutland (1919–1999), casou e teve filhos;
- Capitão John Martin Manners (10 de setembro de 1922 – 11 de novembro de 2001), casou e teve uma filha;
- Roger David Manners (23 de setembro de 1925 – 1 de outubro de 2017), casou e teve um filho e duas filhas.

Sucedeu ao ducado em 1925 e manteve o título por quinze anos. Em 1927, "concretizou o seu sonho de infância" ao estabelecer residência no histórico Haddon Hall, que restaurou cuidadosamente.
Foi patrono do então Loughborough College, e o Rutland Hall, no campus da universidade, foi batizado em sua honra.
Morreu de pneumonia no Castelo de Belvoir em 1940, oito dias depois de ter adoecido.

## Brasão de armas
|  | CoroaA coroa de um Duque EscudoSobre um Chapeau Gules virado para cima Arminho um Pavão no seu orgulho próprio SuportesDe cada lado um unicórnio armado, com crina, tufos e sem regras LemaPour Y Parvenir (“Para o conseguir”) |